# Jennie Garth
Jennifer 'Jennie' Eve Garth (Urbana, Illinois, 3 april 1972) is een Amerikaanse actrice.
Garth werd geboren in een gezin met drie kinderen uit verschillende huwelijken. Ze groeide op op een paardenboerderij in Arcola. Op 11-jarige leeftijd verhuisde de familie naar Phoenix. Ze nam danslessen en werd een model. Toen Garth 15 jaar oud was, werd ze ontdekt en aangemoedigd om actrice te worden. Ze stopte met haar school en verhuisde met haar moeder naar Los Angeles om een carrière te beginnen. Ze woonde hier vier maanden toen ze een rol kreeg in de televisieserie Brand New Life (1989-1990).
Ze werd een internationale beroemdheid toen ze in 1990 de rol van Kelly Taylor kreeg in Beverly Hills, 90210, een van de meest populaire series van de jaren 90. De serie werd in 2000, na 10 jaar, stopgezet. Ze hield er een goede vriendschap met collega Tiffani Thiessen aan over. Nadat werd overwogen om Shannen Doherty te vervangen in Charmed (de rol ging naar Rose McGowan), kreeg ze in 2002 de rol van de zus van Holly Tyler in de sitcom What I Like About You. In 2007 was Garth te zien in Dancing with the Stars. Na een lange tijd in de wedstrijd te hebben gezeten, werd ze uiteindelijk in november 2007 uitgeschakeld. In 2008 keerde ze terug als Kelly Taylor in 90210, de spin-off van Beverly Hills, 90210.
Garth trouwde in 2001 met Peter Facinelli, die bekend is uit de film Twilight. Ze hebben drie dochters. In maart 2012 scheidde het koppel.

## Filmografie
- Bibsys: 7034351
- Bibliothèque nationale de France: cb13988826m (data)
- CiNii: DA13584899
- Gemeinsame Normdatei: 1241351090
- International Standard Name Identifier: 0000 0001 1472 1376
- Library of Congress Control Number: no2006122869
- Bibliotheek van het Japanse parlement: 00837166
- Nationale Bibliotheek van Israël: 987009450789505171
- Nederlandse Thesaurus van Auteursnamen: 113504179
- Virtual International Authority File: 48993449
- WorldCat: E39PBJxcYxKfBhDB9TPfC9cByd